# سیارک ۱۵۴۲

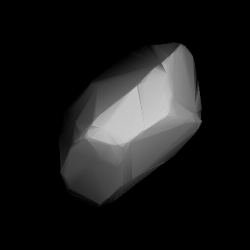
مدل سه‌بُعدی سیارک ۱۵۴۲ بر اساس منحنی نور آن

سیارک ۱۵۴۲ (به انگلیسی: 1542 Schalen، نامگذاری:1941QE) هزار و پانصد و چهل و دومین سیارک کشف شده‌است که در ۲۶ اوت ۱۹۴۱ کشف شد.
قدر مطلق سیارک برابر ۱۰٫۳۰ است.